# Vària
Vària (llatí: Varia grec antic: Οὐαρία) va ser una ciutat de Sabínia, a la vall de l'Anio, a la dreta del riu i a vuit quilòmetres de Tibur.
Estrabó l'anomena Valèria (Οὐαλερία), però el nom correcte era Vària. Diu que era una ciutat dels llatins, i també Carseoli i Alba Fucens, però aquestes ciutats pertanyien als eques i posteriorment van ser incorporades al Latium. Horaci diu de Vària que els pagesos de la contrada i dels pobles veïns, i sembla que vol indicar que era el centre comercial de la comarca. Si és cert, seria una ciutat dels sabins. Plini el Vell no la menciona. Per les restes trobades havia de ser una ciutat gran i fortificada.
Era a la via Valèria, dalt d'un turó i va ser un municipi romà. Tant Horaci com la Taula de Peutinger la situen a uns 12 km de Tibur (actual Tívoli). És l'actual Vicovaro.
Una ciutat del país dels berons a Hispània es va dir també Vareia o Varia.